# Roberto Corradi
Roberto Corradi (Pavia, 29 marzo 1938) è un ex calciatore italiano, di ruolo terzino sinistro.

## Carriera
Nasce a Pavia, e calcisticamente cresce tra le file del Milan, dove vince anche un torneo di Viareggio nel 1957.
Dopo aver passato tre anni in Serie C con tre squadre diverse, ovvero Treviso, Legnano ed Entella, torna al Milan prima di passare al Foggia.
La sua permanenza nel Foggia durò sei anni. Con la società rossonera esordì in Serie C, per poi essere promosso immediatamente in Serie B. L'apice del suo successo arrivò nel 1964, quando il Foggia riuscì ad essere promosso in Serie A. In massima serie disputò tre campionati, dove collezionò 2 presenze nel campionato 1964-1965, 12 presenze nel campionato 1965-1966, e 14 presenze nel campionato 1966-1967.

## Palmarès

### Club

#### Competizioni giovanili
- Torneo di Viareggio: 1

Milan: 1957

#### Competizioni nazionali
- Serie C: 1

Foggia: 1961-1962